# Tibetan horn
Tibetan horn is het tweede studioalbum dat Phil Thornton opnam met Steven Cragg. Het eerste, Initiation, was gericht op de didgeridoo, deze tweede op de Tibetaanse hoorn. Met dit album keerde Thornton de elektronische muziek even de rug toe. Het is meditatieve muziek, bijna geheel zonder ritmes. De muziek voert terug op de gebieden rond de Himalaya.
Motto van dit album is het Tibetaanse gebed Om Mani Padme Hum (vrije vertaling: Het juweel zit in me) en verwijst naar de innerlijke zoektocht naar geluk en veiligheid.
Het is een van de lievelingsalbums van Thornton, waarschijnlijk mede doordat het een lange tijd nodig had om te voltooien (2 jaar). 

## Musici
- Phil Thornton – blokfluiten, moog, synthesizers, bellen, omgevingsgeluiden, elektronische bewerking
- Steven Cragg – Tibetaanse hoorn (Dong-Chen), kristallen bollen, didgeridoo, talking drum, rainmaker, gong, tempel- en vingerbellen, bellen, omgevingsgeluiden, elektronische bewerking
- David Voase – tabla (7)

## Muziek
Allen van Thornton en Cragg

| Nr. | Titel                                                                                 | Duur  |
| --- | ------------------------------------------------------------------------------------- | ----- |
| 1.  | Bön                                                                                   | 2:24  |
| 2.  | Through the “Valley of the Flowers”                                                   | 2:10  |
| 3.  | Bön (reprise)                                                                         | 1:20  |
| 4.  | Solitude in focus                                                                     | 3:23  |
| 5.  | The way (I:Pilgrimage; II Union)                                                      | 10:32 |
| 6.  | Prayer on the wind                                                                    | 3:49  |
| 7.  | Rivers of ice                                                                         | 10:17 |
| 8.  | The Cove of Amarmath                                                                  | 1:14  |
| 9.  | Falling into the river of exile (I:Deliverance, II Rain forest, III Indus, IV Source) | 10:47 |